# Luís Miguel Brito Garcia Monteiro
Miguel [miˈɣɛɫ] (* 4. Januar 1980 in Lissabon; eigentlich Luís Miguel Brito Garcia Monteiro) ist ein ehemaliger portugiesischer Fußballspieler.
1998 wurde der hauptsächlich als Rechtsverteidiger eingesetzte Miguel in die erste Mannschaft von Estrela Amadora aufgenommen. Nach zwei erfolgreichen Jahren ging er 2000 zu Benfica Lissabon. 2006 wechselte der Portugiese für acht Millionen Euro zum FC Valencia in die Primera División, wo er 2012 seine Karriere beendete.
Miguel spielte zwischen 2003 und 2010 59 Mal im portugiesischen Nationalteam und nahm an zwei Europa- und zwei Weltmeisterschaften teil. 2004 wurde er mit dem Nationalteam Vizeeuropameister im eigenen Land.
Im Februar 2011 war Luís Miguel Monteiro in den Medien präsent, nachdem er wegen illegalen Waffenbesitzes angeklagt worden war.

## Erfolge
- Portugiesischer Meister mit Benfica Lissabon (2005)
- Portugiesischer Pokalsieger mit Benfica Lissabon (2004)
- Spanischer Pokalsieger mit dem FC Valencia (2008)
- Vizeeuropameister mit Portugal (2004)